# Molophilus aculobatus
Molophilus aculobatus är en tvåvingeart som beskrevs av Alexander 1969. Molophilus aculobatus ingår i släktet Molophilus och familjen småharkrankar. Inga underarter finns listade i Catalogue of Life.